# Verlorenes Schaf

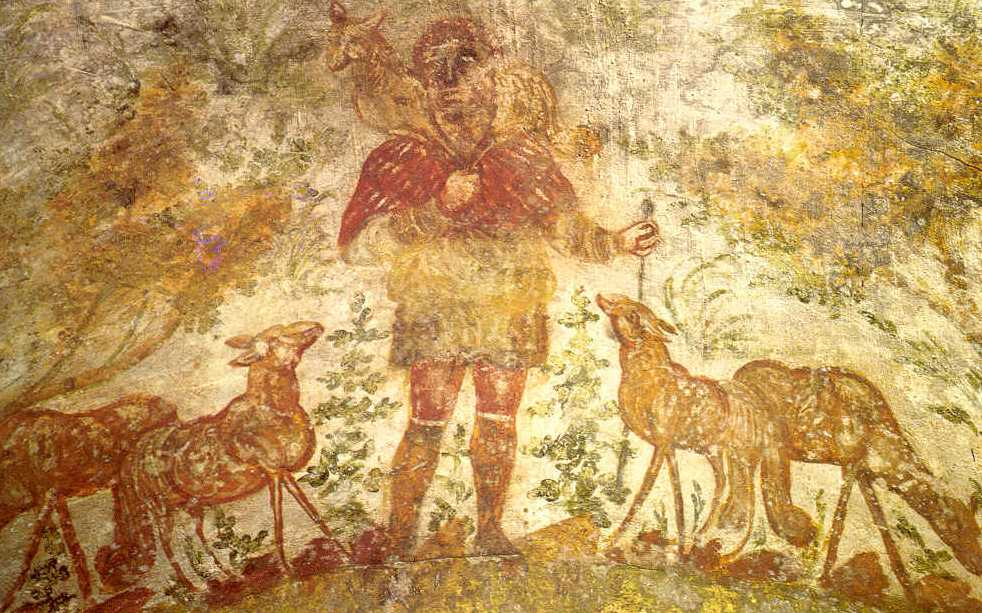
Frühchristliche Darstellung des Guten Hirten aus der Katakombe von Domitilla/Domatilla (Krypta von Lucina, 200–300 n. Chr.)

Das Gleichnis vom verlorenen Schaf ist ein Gleichnis Jesu, das sich sowohl im Evangelium nach Lukas (Lukas 15,4–7 ) als auch im Evangelium nach Matthäus (Matthäus 18,12–13 ) findet und somit vermutlich der Logienquelle entstammt. Jesus schildert darin die Bemühung eines Hirten, ein verirrtes Schaf wiederzufinden, und seine Freude, als er es wiedergefunden hat.

## Kontext
Bei Lukas steht das Gleichnis im Kontext von zwei weiteren Gleichnissen, in denen es ebenfalls um das Motiv des Verlorenen geht (verlorener Groschen, verlorener Sohn). Dabei weisen insbesondere die Gleichnisse vom verlorenen Schaf und vom verlorenen Groschen starke Parallelen auf. Als Rahmenhandlung schildert Lukas eine Szenerie, in der die Pharisäer und Schriftgelehrten Anstoß daran nehmen, dass Jesus mit Zöllnern (die gemeinhin als Betrüger und als Kollaborateure mit der römischen Besatzungsmacht gelten) und anderen Sündern Gemeinschaft hat und mit ihnen isst. Daraufhin erzählt Jesus ihnen die drei Gleichnisse.
Bei Matthäus ist der Kontext ein völlig anderer: Voraus gehen mehrere Worte Jesu, in denen es darum geht, „die Kleinen“ oder „die Kinder“ nicht zu verachten. So wird hier auch die dem Gleichnis folgende Deutung auf „die Kleinen“ bezogen. Der Matthäus-Kontext wird zumeist als sekundär angesehen.

## Das Gleichnis
Im Gleichnis erzählt Jesus von einem Hirten, der hundert Schafe hat und eines davon verliert. Er lässt die 99 anderen Schafe zurück und macht sich auf die Suche nach dem einen verlorenen. Als er es gefunden hat, lädt er seine Freunde und Nachbarn ein, sich mit ihm zu freuen.
Der Schlusssatz, der die Lehre oder Konsequenz des Textes zum Ausdruck bringen soll und wohl ein redaktioneller Zusatz der jeweiligen Verfasser der Evangelien ist, fällt in den beiden kanonisch überlieferten Fassungen unterschiedlich aus: Während Lukas die Freude über die Umkehr des Sünders betont, die größer sei als jene über neunundneunzig Gerechte, die nicht umzukehren brauchen, erklärt Matthäus das Gleichnis als Ausdruck für den Willen des himmlischen Vaters, dass kein einziger der „Kleinen“ verloren gehe.

## „Verlorenes“ Schaf
Ein Unterschied besteht auch in dem Verb, das den Abgang des Schafes beschreibt: Während Matthäus den Passiv des griechischen Verbs πλανάω verwendet („in die Irre gehen, sich verirren“), benutzt Lukas wie in seinen Parallelgleichnissen das Verb ἀπολλυμι („zugrunde richten, verlieren“). Anders als Lukas spricht Matthäus im Erzählteil des Gleichnisses also nicht vom „verlorenen Schaf“, sondern vom „verirrten Schaf“. Mit diesem Ausdruck zitiert auch das Thomasevangelium das Logion. In seinem Schlussfazit benutzt hingegen auch Matthäus das Verb ἀπολλυμι für „verloren gehen“.

## Interpretation

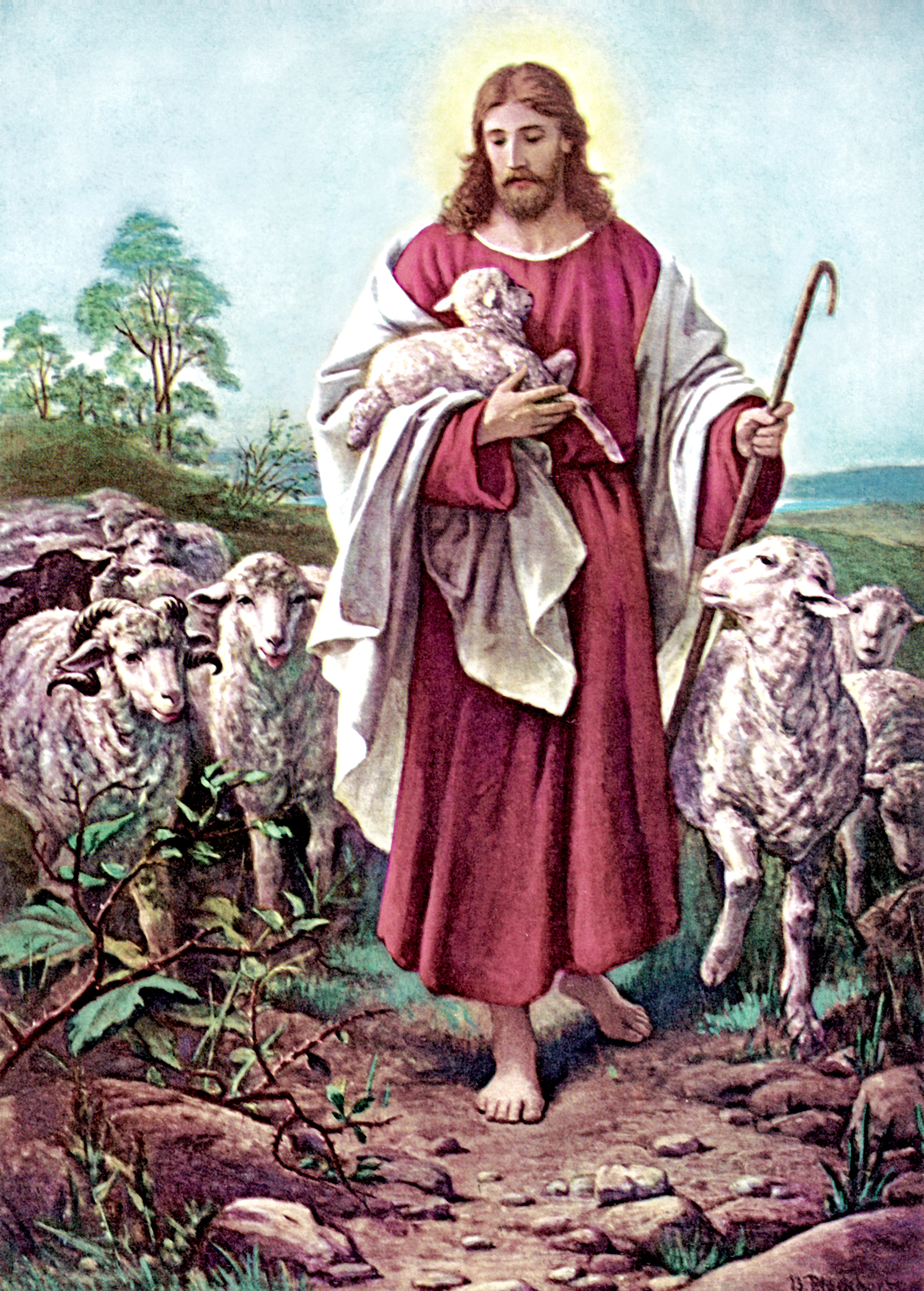
Darstellung des Guten Hirten

Im Gleichnis sind mehrere Motive enthalten, die im Laufe der Deutungsgeschichte ein unterschiedliches Gewicht erhalten haben:
- Der Gute Hirte, der sich um jedes einzelne Schaf sorgt, ist ein Motiv, das schon den Zuhörern Jesu aus Psalm 23 bekannt war. In einer allegorisierenden Deutung des Gleichnisses konnten so schon die damaligen Zuhörer den guten Hirten sofort mit Gott identifizieren.[4] In anderem Kontext greift auch der Evangelist Johannes dieses Motiv auf und identifiziert Jesus selbst mit dem Guten Hirten.[5]
- Das Motiv der Umkehr ist in diesem Gleichnis nicht so stark enthalten wie etwa im Gleichnis vom verlorenen Sohn, da dem Schaf weniger Eigeninitiative möglich ist.[6] Dennoch wird auch dieses Gleichnis gerne als Aufruf zur Umkehr ausgelegt, was auch daran liegt, dass die Lukasfassung in ihrem Schlussfazit ausdrücklich auf diese Deutung hinweist.
- Das Motiv des Suchens und Wiederfindens wird von manchen Auslegern betont, um deutlich zu machen, dass die Aktivität nicht vom Gesuchten, sondern von Gott ausgeht. Diese Deutung kam insbesondere den reformatorischen Auslegern entgegen, denen es wichtig war, dass nicht der Mensch, sondern Gott bei der Rechtfertigung und Erlösung der Handelnde ist. Noch deutlicher wird diese Passivität des Gesuchten im nachfolgenden Parallelgleichnis vom verlorenen Groschen, der zu seinem Gefundenwerden noch weniger beitragen kann als das Schaf.[7]
- Die Fähigkeit der Umstehenden zur Mitfreude wird von neueren Auslegern insbesondere im Lukas-Kontext als entscheidendes Motiv betont: Die Pharisäer – oder auf die frühe Gemeinde übertragen: die Treuen unter den Nachfolgern – sollen nicht ablehnend auf „Verlorene“ schauen, sondern sich mitfreuen, wenn diese „wiedergefunden“ werden.[8] Wolfgang Wiefel zufolge gehe es dabei jedoch nicht darum, den Pharisäern, die sozusagen den 99 zurückgelassenen Schafen entsprechen, ihre Gerechtigkeit abzusprechen, wie es manche früheren Deutungen allerdings taten.[4]

## Thomasevangelium
Eine dritte Fassung des Gleichnisses existiert im Thomasevangelium (Logion 107). Das Gleichnis ist hier sehr kurz und wird weder in eine Rahmenhandlung eingebettet noch erzählerisch ausgestaltet oder gedeutet. Der Text besteht aus Parallelen zu den wesentlichsten Kernsätzen der synoptischen Versionen. Anders als in den kanonischen Evangelien wird das verirrte Schaf jedoch als das „größte“ (wertvollste) und meistgeliebte dargestellt. So sagt der Hirte am Schluss zu dem wiedergefundenen Schaf: „Ich liebe dich mehr als die 99.“ Auch das Thomasevangelium spricht nicht vom „verlorenen“, sondern vom „verirrten Schaf“, weshalb diese Ausdrucksweise als die ursprünglichere angesehen wird. Auffällig ist auch, dass allein die Textfassung des Thomasevangeliums ausdrücklich von einem „Hirten“ spricht, während bei den Synoptikern nur von einem nicht näher charakterisierten „Menschen“ die Rede ist.
All dies spricht dafür, dass sich im Thomasevangelium trotz der inhaltlichen Verzeichnungen eine recht authentische Fassung des Logions erhalten hat.

## Rezeption

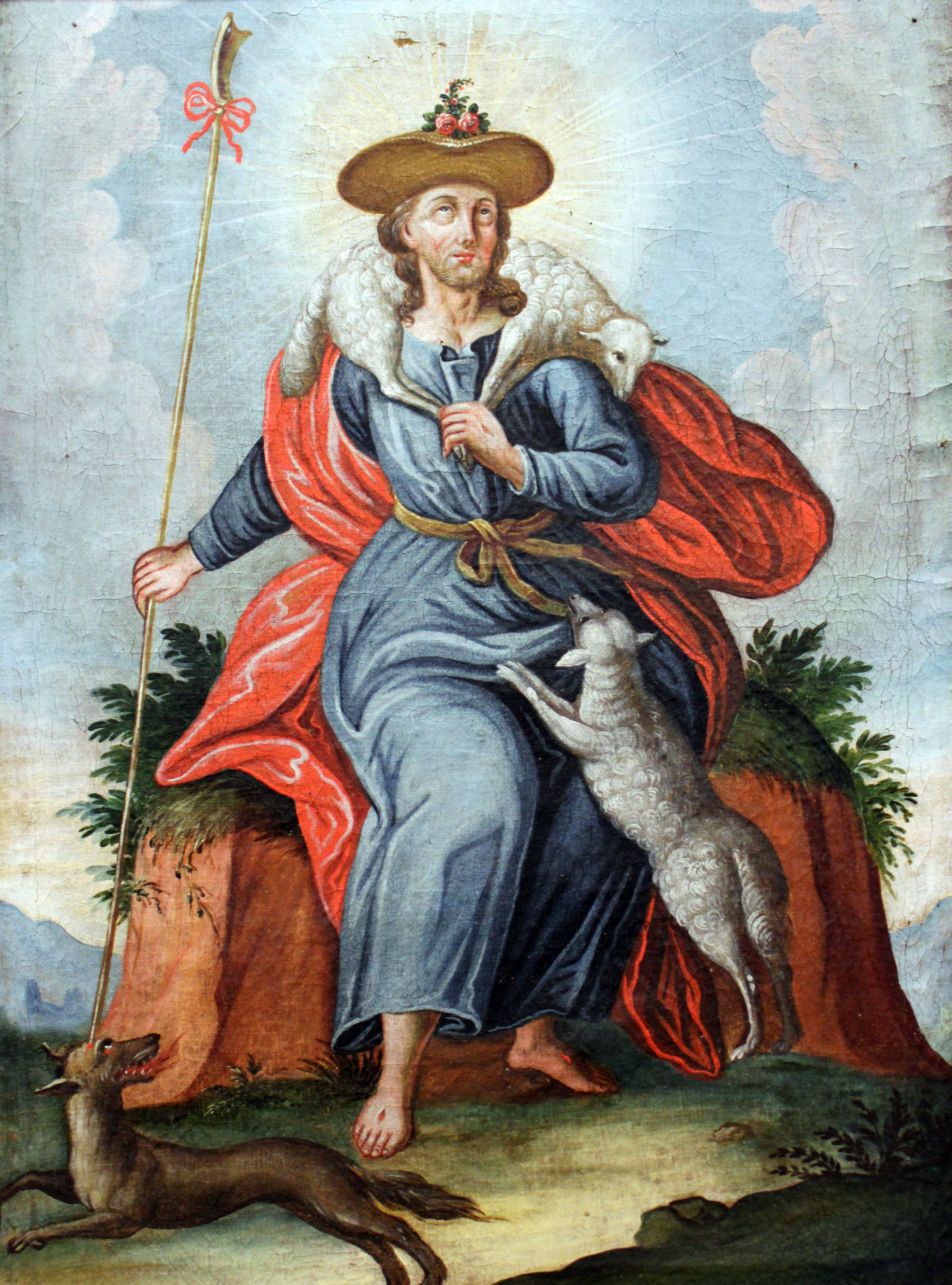
Darstellung von 1750 aus Niederbayern, Germanisches Nationalmuseum Nürnberg

Das Bild von Jesus als dem Guten Hirten, der das verlorene Schaf auf den Schultern oder auf den Armen trägt, war insbesondere im 19. Jahrhundert ein beliebtes Motiv, das bis heute in zahlreichen Kirchen als Altarbild zu finden ist. Auch in Kinderbibeln und anderer religiöser Literatur für Kinder erfreute sich dieses Motiv großer Beliebtheit.
Rezeption in der modernen Lyrik... Der deutsche Dichter Friedhelm „Fritz“ Eckenga aus Dortmund verwendet in seinem Gedicht „DU DA“ die metaphorische Anspielung auf die biblische Geschichte von den neunundneunzig Schafen. „...Du bist nicht da, ich bin bei neun und neunzig Schafen...“ – schrieb er in seiner romantischen Reimgeschichte und personifizierte damit die unerwiderte Liebe im Bild der verlassenen Schafherde von neunundneunzig...